# На перевалі не стріляти!
«На перевалі не стріляти!» — радянський художній фільм, знятий режисерами Мукадасом Махмудовим і Абдусаломом Рахімовим у 1983 році на кіностудії «Таджикфільм».

## Сюжет
Дія фільму відбувається у 1920-ті роки в Таджикистані. Один із стратегічних гірських перевалів, займає загін басмачів курбаші Керима Додхо, шанованого в народі. Парамонов, співробітник ОДПУ, намагається переконати Керима відмовитися від подальшого кровопролиття. Однак контрреволюціонери, які проникли в загін міліції, намагаються перешкодити переговорам Парамонова і співчуваючого більшовикам Додхо. Працівникам ОДПУ вдається викрити злочинців і разом із загоном курбаші здобути над ними перемогу.

## У ролях
- Анатолій Азо —  Парамонов
- Євген Леонов-Гладишев —  Гладишев/Умаров
- Мухаммад-Алі Махмадієв —  Абдукадир
- Ігор Добряков —  Іван Прошкін
- Гасан Мамедов —  Хафіз
- Олег Корчиков —  Колесников Андрій Гнатович
- Тамара Шакірова —  Фатіма, племінниця тітоньки Хафіят
- Ато Мухамеджанов — епізод
- Олександр Сілін — епізод
- Камол Саїдмурадов — епізод
- Фархот Абдуллаєв — епізод
- Юнус Юсупов — епізод
- Нурулло Абдуллаєв — епізод

## Знімальна група
- Режисери: Мукадас Махмудов, Абдусалом Рахімов
- Сценаристи: Валентин Максименко, Мухамеджан Рабієв
- Оператори: Анвар Мансуров, Кові Бахор
- Композитор: Фіруз Бахор
- Художник: Абдусалом Абдуллаєв